# احمد مهدوی ابهری
احمد مهدوی ابهری (زادهٔ ۱۳۳۶ در قم) دبیرکل انجمن صنفی کارفرمایی صنعت پتروشیمی ایران، نمایندهٔ حوزهٔ انتخابیهٔ ابهر و خرمدره در دورهٔ پنجم، هفتم و هشتم مجلس شورای اسلامی بوده‌است.
وی از مدیران مطرح و با سابقه صنعت پتروشیمی, و دارای مدرک دکترای مدیریت اجرایی می باشد. 
**احمد مهدوی ابهری** (متولد در قم) از شخصیت‌های برجسته سیاسی و اقتصادی ایران است که در عرصه‌های مختلف مدیریتی و صنعتی حضور فعال داشته است. او از دوران جوانی وارد دنیای سیاست شد و در طول سال‌ها به عنوان نماینده مردم خرمدره زنجان در مجلس شورای اسلامی، نقش چشمگیری در تصمیم‌گیری‌های کلان کشور ایفا کرده است. 
مهدوی ابهری در سن ۲۱ سالگی، در اوایل انقلاب اسلامی، به عنوان فرماندار شهرستان خرمدره یکی از شهرستان‌های استان زنجان منصوب شد و از همان ابتدا نشان داد که در عرصه سیاست و مدیریت توانمند است. یکی از نقاط برجسته زندگی او، سخنرانی مؤثرش در نماز جمعه  به عنوان فرماندار جوان بود که در آن، انقلاب اسلامی ایران را به شکلی عمیق و تاثیرگذار تبیین کرد.
او در ادامه، به عنوان مدیرکل دفتر ریاست مجلس شورای اسلامی در دوران آقای **محمدرضا ناطق نوری** فعالیت کرد و در این سمت به بررسی و پیگیری مسائل مختلف کشور پرداخته است. همچنین، مهدوی ابهری سه دوره نماینده مردم خرمدره و ابهر زنجان در مجلس شورای اسلامی بود و در این دوره‌ها، یکی از نمایندگان فعال در تصویب و اصلاحات قوانین مختلف کشور به شمار می‌رفت.
در بحث اقتصادی، احمد مهدوی ابهری به‌ویژه در زمینه صنعت پتروشیمی شناخته می‌شود. او در تصویب **اصل 44 قانون اساسی** که به‌طور خاص به خصوصی‌سازی صنایع و اقتصاد کشور مربوط می‌شود، نقش برجسته‌ای داشت و از نمایندگان فعال و موافق آن بود. همچنین، در **کمیسیون صنایع و معادن مجلس** حضور فعال داشت و ریاست کمیته پتروشیمی این کمیسیون را چندین سال بر عهده گرفت.
از سال ۱۳۹۰، احمد مهدوی ابهری به عنوان **دبیرکل انجمن صنفی کارفرمایی صنعت پتروشیمی** مشغول به فعالیت است و تاکنون در این سمت به دفاع از منافع صنعت پتروشیمی ایران پرداخته است. در این مدت، فعالان و رسانه‌های تخصصی صنعت پتروشیمی او را به عنوان "صدای رسا" و "بلندگوی صنعت پتروشیمی" می‌شناسند. سخنرانی‌های آتشین و پرحرارت او در دفاع از حقوق صنعت پتروشیمی و بهبود وضعیت این صنعت در کشور زبانزد است.
همچنین، احمد مهدوی ابهری در **نمایشگاه توانمندی‌ها** که در **حسینیه امام خمینی** برگزار شد، به **رهبری** درباره روند کند و طولانی اعطای مجوزها در بحث سرمایه گذاری در میادین گازی از سوی صنعت پتروشیمی گلایه کرد. او در این مراسم بر لزوم تسریع در فرآیندهای قانونی و اداری برای تسهیل سرمایه‌گذاری‌ها تأکید کرد و از کندی روند اعطای مجوزها انتقاد نمود. علاوه بر این، مهدوی ابهری بر اهمیت سرمایه‌گذاری پتروشیمی‌ها در **میدان‌های گازی** تأکید کرد و نقش این صنعت را در توسعه اقتصادی کشور بسیار حیاتی دانست.
در واکنش به این گلایه‌ها، **رهبر معظم انقلاب اسلامی** روز بعد در سخنانی بیان کردند: "من شرمنده شدم" و افزودند که "یک تولیدکننده باید به عنوان یک جهادگر واقعی در عرصه اقتصادی کشور عمل کند." این واکنش نشان‌دهنده توجه ویژه مقام معظم رهبری به مشکلات صنعت و تولید کشور و همچنین اهمیت تسهیل فرآیندهای مربوط به سرمایه‌گذاری در این حوزه‌ها بود.
**رهبر معظم انقلاب اسلامی** صبح **چهارشنبه سوم بهمن ۱۴۰۳** در دیدار با صدها نفر از **کارآفرینان، سرمایه‌گذاران و فعالان اقتصادی**، با اشاره به گلایه‌های **احمد مهدوی ابهری**، دبیر کل انجمن کارفرمایی پتروشیمی، درباره بی‌توجهی دولت وقت به **توسعه میادین گازی**، از **کم‌کاری سه‌ساله وزارت نفت** انتقاد کردند. ایشان در این دیدار بیان کردند: "من همان زمان تذکر داده بودم که چرا معطل است"، و در ادامه افزودند: "من شرمنده شدم واقعا... حرف زیاد است؛ می‌گوییم و تکرار می‌کنیم، اما باید عمل کنیم."
این سخنان رهبر انقلاب اشاره به دوره‌ای داشت که **جواد اوجی**، وزیر نفت دولت وقت، مسئولیت وزارت نفت را بر عهده داشت و در آن زمان انتقاداتی نسبت به عملکرد این وزارتخانه در زمینه توسعه میادین گازی و مسائل مرتبط با انرژی مطرح شد.